# Kaino Lempinen
Kaino Lempinen (né le 8 février 1921 à Masku et mort le 13 septembre 2003 à Turku) est un gymnaste finlandais.

## Palmarès

### Jeux olympiques
- Helsinki 1952
  -  Médaille de bronze au concours par équipes[1].

### Championnats du monde
- Championnats du monde de gymnastique artistique 1950
  -  Médaille d'argent au concours par équipes